# Украинска диаспора
Украинската диаспора (на украински: Украї́нська діа́спора) е съвкупността от лица от украински произход, живеещи извън Украйна.

## История

### Първите вълни на емиграция
Още в началото на 18 век, след битката при Полтава през 1709 година, се осъществява малобройна политическа емиграция към Турция и на Запад.
През 1792 г. бившите запорожки казаци, Черноморската казашка армия, почти в пълен състав се преселва в Кубан, основавайки там многобройни селища и ферми (т. нар. „Малинов клин“).
В края на XIX – началото на XX век започва масовата емиграция на украинци, в резултат на аграрните преселвания, от Австро-Унгария към САЩ и Канада. В Руската империя също има вътрешна миграция, която достига своя връх след изграждането на западния и централния клон на Транссибирската железница и по време на Столипинската реформа, когато стотици хиляди украинци се преселват в Далечния изток („Зеления клин“), Сибир и Казахстан („Сивия клин“), Поволжието („Жълтия клин“).

#### Емиграция след Първата световна война
Към 1920 г. задграничната диаспора нараства до 700 – 750 хиляди украинци в резултат на Първата световна война. Но Източна Европа остана основното ѝ ядро. Центрове на украинската диаспора започват да се развиват в градовете на Западна и Централна Европа. Сред членовете на диаспората са различни обществени организации и институции: във Франция – Главния емиграционен съвет, в останалата част на Европа – ЦЕСУС, УВУ, Държавната академия. След кратък интервал, през 1920 – 1921 г. се възобновява емиграцията от западноукраинските земи, чиито дестинации стават: Южна Америка – 60 хиляди в периода 1920 – 1939 г., Франция – 35 хиляди в периода 1920 – 1939 г., 80 хиляди емигрират в Северна Америка, включително в Канада – 70 хиляди.
Към 1920 г. украинската диаспора наброява около 3,6 милиона души. Според преброяването от 1926 г. украинската диаспора в СССР (извън Украинска ССР) наброява повече от 7 милиона души. През 20-30-те години на XX век преселването на украинци от Украинската ССР в други републики на СССР е свързано с разкулачването, принудителната колективизация и последвалия глад в Украйна (1932 – 1933).
След края на Втората световна война се наблюдава увеличаване на диаспората поради политическата емиграция на 250 хиляди души: в Канада, Аржентина, Бразилия и САЩ. В допълнение към предишните места, центрове на украинската диаспора се появяват във Венецуела, Австралия, Тунис. Редица обществени организации действат в Европа и Америка: Координационният център на украинските обществени организации, Панамериканската украинска конференция, Световният конгрес на свободните украинци. Присъстват и различни научни и религиозни организации: Украинската православна църква в САЩ, Украинската автокефална православна църква, Всеукраинската евангелско-баптистка асоциация, Украинската гръкокатолическа архиепископия.

#### Миграция от Украинска ССР към републиките на СССР през 50-те – 80-те години на XX век
През 50-те и 80-те години на XX век украинците от Украинска ССР като висококвалифицирани специалисти и работници са изпратени да изпълняват задачи, свързани с икономическото развитие, индустриалното строителство в други републики на СССР, включително: развитието на девствени и угарни земи, развитието на петролните находища в Западен Сибир (Тюменска област, Ханти-Мансийски автономен окръг, Ямало-Ненецки автономен окръг), развитието на Сибир, Далечния изток, регионите от Далечния север и др. и т.н.

#### Емиграция след 1991 г.
След разпадането на СССР украинците отиват да работят в други европейски страни, предимно в Италия, Испания, Португалия, Гърция, Чехия, Германия.

## Западна диаспора
Украинската диаспора в Полша е между 360 и 500 хиляди етнически украинци, които са автохтонно население на тази страна (в Бойкившчина, Лемкившчина, Подлясие, Холмшчина, Надлясие). Има и украински диаспори в Източна Словакия, Латвия, Литва, Австрия, Румъния, Великобритания, Германия, Унгария, Италия, Франция, Белгия и други европейски държави. В други страни също има големи диаспори: украинци в Канада (около 1,2 милиона души), украинци в САЩ (около 1 милион души), украинци в Бразилия (от 500 хиляди до 1 милион), украинци в Аржентина (около 300 хиляди), диаспора в Парагвай, диаспора в Уругвай, диаспора в Австралия и други.

### Канада
През 2011 г. броят на канадците от украински произход е около 276 хиляди души, освен това над 975 хиляди души са частично от украински произход. Благодарение на това, Канада е третата страна в света по брой на украинско население (след Украйна и Русия). По-голямата част от украинците в Канада (около 85%) са родени в Канада, имат канадско гражданство и живеят предимно в западната част на Канада, като в някои области те съставляват по-голямата част от населението.
Сред жителите от източноевропейски произход на Канада, украинците са повече от милион. В Канада те играят по-голяма роля от почти двойно по-голямата диаспора на украинците в САЩ. Три провинции, Албърта, Саскачеван и Манитоба, са център на украинската култура. Украинските заселници са сред борците за мултикултурализъм. Роденият в Галиция славист Ярослав Рудницки (1910 – 1995) и сенаторът Павло Юзик (1913 – 1966) са изявени негови теоретици и популяризатори. Заедно с германците и други източноевропейски националности, украинците формират значително мнозинство срещу британско-френския дуализъм.
Сред етническите украинци, постигнали успехи на канадската политическа сцена, са Уилям Гавриляк, който е избиран три пъти за кмет на Едмънтън и бившия премиер на Алберта, Едуард Стелмах. Най-големите успехи са постигнати от Роман Гнатишин, който през 1990 – 1995 г. е генерал-губернатор на Канада, Христия Фриланд – министър на външните работи на Канада, Пол Винник – команващ на канадските въоръжени сили.

### САЩ
Украинската диаспора в САЩ са гражданите на Съединените американски щати с пълен или частичен украински произход. Според преброяването през 2006 г. има 961 113 американци от украински произход, което представлява 0,33% от населението на страната. По този начин украинската диаспора в САЩ отстъпва само на диаспорите в Русия и Канада. Според преброяването от 2000 г. най-голям брой украински американци живеят в следните градове: Ню Йорк (160 000), Филаделфия (60 000), Чикаго (46 000), Лос Анджелис (34 000) и Детройт (33 000).
Първата вълна на украинска емиграция в САЩ започва през 1880-те години. Това са основно имигранти от Закарпатието, Галиция и Буковина. Тази вълна продължава от 1890-те години до избухването на Първата световна война.
Следва втора вълна след Втората световна война.
Третата вълна започва в началото на 90-те години, след разпадането на СССР.

### Германия
Украинците в Германия са с численост от 122 355 души (към 2012 г.), което е по-малко от 0,2% от населението на страната. Това са предимно емигранти, пристигнали в страната след 90-те на 20, както и техните потомци. Украинците живеят във всички провинции на Германия, никъде не е сформирана компактна група. По-голям брой украинци има в южните провинции (Бавария, Баден-Вюртемберг), както и в Северен Рейн-Вестфалия.
В Германия съществуват редица украински организации: Съюз на украинските студенти, Съюз на украинските организации и много други на регионално ниво. Една от най-старите организации е Обединението на украинските жени в Германия (Мюнхен), която съществува повече от 70 години. Има още няколко организации на федерално ниво, основани от емигранти, пристигнали в Германия преди разпадането на СССР: Украински свободен университет, Украинска свободна академия на науките, Общество за културни връзки с украинци в чужбина „Украйна“ и т.н. и т.н. На регионално ниво украинските обществени организации са представени главно в земите на бивша Западна Германия (Бавария, Северен Рейн-Вестфалия, Хамбург) и в Берлин.

### Полша
Украинците в Полша са едно от националните малцинства в страната, коренно население на някои области (Бойкившчина, Лемкившчина, Подлясие, Холмшчина, Надсание). Според преброяването от 2002 г. над 27 000 полски граждани се самоопределят като украинци. Реалният брой на автохтонното население се оценява на 150 – 300 хиляди украинци.
Регион на компактно пребиваване на малцинството е Варминско-Мазурското войводство и големи градове като Варшава (5 – 10 хиляди украинци), Краков (3 хиляди) и други.
Според Асоциацията на украинците в Полша, в страната живеят от 250 до 500 хиляди украинци. Според преброяването на населението в Полша от 2002 г. (това е първото преброяване в следвоенна Полша, което отчита етническия състав на населението), в страната живеят само 30 957 украинци, включително във войводствата: Варминско-Мазурско – 12 009, Западно-Поморско – 3943, Подкарпатско – 3271, Поморско – 2987, Долно-Силезко – 1859, Подляско – 1441, Мазовецко – 1281, в останалите войводства – 4166. Лемките, наброяващи 5863 души, са предимно в Долно-Силезкото (3084), Малополското (1584) и Любушкото (791) войводства. Още по-малко са хората с „разговорен“ украински – 22 698, с лемковски – 5627.

### Аржентина
Украинците в Аржентина са национално малцинство в южноамериканската държава, наброяващо 300 хиляди души (около 0,76% от общото население на страната). То се състои главно от аржентински граждани от украински произход от четвърто и пето поколение, които поддържат традициите на украинската култура.
Някои експерти оценяват броя на украинците на 250 или 350 хиляди. Повечето от тях са представители на „старата емиграция“ от първата и втората вълна и техните потомци, които запазват националната си идентичност. Повечето съвременни украинци в Аржентина говорят и двата езика – испански и украински. В същото време, в украинския език на местната диаспора са навлезли значителен слой испански думи. Въпреки това те все още принадлежат към украинската култура, придържат се към украинските обичаи, енориаши са на Украинската гръкокатолическа църква и запазват интерес към Украйна и нейната история. Основната роля за запазването на националната идентичност играят църквата и редица обществени организации, които са част от Украинското централно представителство в Аржентина.

### Бразилия
Украинската диаспора в Бразилия е национално малцинство в южноамериканската държава. Основно е съставена от бразилски граждани от украински произход, четвърто и пето поколение. Приблизително 80% от украинците в Бразилия живеят в щата Парана.
Украинците, живеещи в Бразилия, продължават да се придържат към традиционната украинска култура и религия. Развитието на украинската култура участва в множество обществени организации, обединени в Украинско-бразилското централно представителство (Украинско общество на Бразилия, Общество на поддръжниците на украинската култура, Общество „Съборност“, Асоциация на украинско-бразилската младеж и др.). Украинската гръкокатолическа и украинска автокефална православна църква в Бразилия също обръщат внимание на културните въпроси.
В Бразилия има украински училища, фолклорни групи и творчески дружества.
Голямо внимание се отделя на запазването на украинския език: като чужд език той се преподава в начални училища в места с компактно пребиваване на украинци, в някои държавни средни училища и в Лингвистичния център на Университета на Парана (в град Куритиба).

## Източна диаспора
Източната диаспора включва украинци, живеещи в страни от бившия Съветски съюз. Най-големите диаспори се намират в Русия, Казахстан, Беларус, Молдова и Узбекистан.

### Русия
Най-многобройна е украинската диаспора в Русия. Общият брой на украинците в Русия е между 4,3 – 5 милиона души (граждани на Русия и имигранти от Украйна) и техните потомци. Повечето украинци живеят в големи градове и техните региони: Москва, диаспора в Санкт Петербург; Поволжие („Жълтия клин“): в Саратов, Самара, Астрахан; в южната част на Русия: Курск, Воронеж, Белгород, Дон, Кубан („Малиновия клин“); в Приморския край и Амурския регион („Зеления клин“); регионите на Югозападен Сибир („Сивия клин“): Сургут, Омск, Тюмен, Нови Уренгой.
Най-големият брой украинци, според официалните данни, живеят в Тюменска област (157,3 хиляди души (2010), включително Ханти-Мансийския автономен окръг, където има 91,3 хиляди украинци, и Ямало-Ненецкия автономен окръг, където има 49 хиляди), Москва (154,1 хиляди души, 2010), Московска област (119,5 хиляди), Краснодарска област (83,7 хиляди), Ростовска област (77,8 хиляди), Санкт Петербург (64, 5 хиляди, 2010), Омска област (51,8 хиляди, 2010 г.), Приморски край (50 хил.) и др. В 36 (от 83) съставни субекта на Руската федерация (според преброяването от 2010 г.) в структурата на населението украинците заемат второ място след руснаците, включително в градовете Москва и Санкт Петербург. Най-големият дял на украинците е в Крим (16%, 2014 г.) и Севастопол (14,2%, 2014 г.), както и главно в северните райони: Ямало-Ненецки автономен окръг (9,7%, 2010 г.), Магаданска област (6,5%), Ханти-Мансийски автономен окръг (6,4%), Чукотски автономен окръг (6%), Мурманска област (4,8%), Република Коми (4,2%), Камчатска територия (3,9%), Калининградска област (3,7%), Белгородска област (2,8%, 2010 г.), Еврейска автономна област (2,8%), Приморски край (2,8%), Омска област (2,7%), Сахалинска област (2,6%), Оренбургска област (2,5%) и др.

### Казахстан
Една от най-големите украински диаспори по численост са украинците от Казахстан, чийто брой към момента на разпадането на СССР е повече от 900 хиляди.
Първите украинци на казахска земя се считат за членове на депортираното в Северен Казахстан през 1768 г. хайдамацко движение, известно в историята като „Колиившчина“. По-късно, през 30-те и 40-те години на XX век, са репресирани и депортирани украинци от Западна Украйна, главно Галиция, Волиния и Северна Буковина. Най-голямата имиграция в републиката по брой се дължи на усвояването на целините и угарните земи, което протича едновременно с широкомащабно индустриално строителство.
В Казахстан работят множество украински обществени организации и национални културни центрове. Тук е единствената държавна среднообразователна институция в Централна Азия – украинският училищен комплекс № 47, републиканският седмичник „Украински новини“ (тираж – 1200 екземпляра), които се финансират от държавните институции на Казахстан. Вестник „Вести Украйна“ се издава ежемесечно (тираж от 4000 екземпляра), функционира към републиканската асоциация „Рада на украинците в Казахстан“ и се финансира от бизнес структурите на републиката. Освен това в Казахстан има 5 енории на Украинската гръкокатолическа църква: в Караганда (Света Богородица), в Астана (храм „Св. Йосиф Обручник“), в Павлодар, в Шидерти и в Сатпаев. В казахстанския град Форт Шевченко се намира най-големият музей на героя извън Украйна, основан през 1932 г.

### Беларус
Украинците в Беларус са една от традиционните етнически групи, населяващи територията на съвременна Република Беларус. Украинците са около 200 хиляди, въпреки че според представители на украинската общност в Беларус броят им може би надхвърля половин милион. Най-голям брой украинци живеят в югозападната част на Брестка област и в големите градове.
Често като отделна група се отделят автохтонни украинци, живеещи на териториите, станали част от Беларус през 20 век. Но, поради културната близост на беларуси и украинци, възникват трудности при очертаването на етническите граници между двата народа в Полесия.
Въпреки това, по-голямата част от украинците, живеещи в Беларус, са потомци на мигранти от територията на Украйна. Това е улеснено от факта, че териториите, на които днес са разположени Беларус и по-голямата част от Украйна, дълго време са били част от едни и същи държавни образувания (Киевска Рус, Великото литовско княжество, Жечпосполита, Руската империя, СССР).
Първите масови миграции на населението от територията на съвременна Украйна се случват през периода на монголско-татарското нашествие. Известно е също, че много запорожски казаци се заселват в Поднепровието през 17 век. Последната значителна вълна имигранти от Украйна пристига в Беларус по време на съществуването на СССР. Дълго време в историческите документи беларуси и украинци не са разделени. Отъждествяването на двата народа става, по правило, на основата на общата религия (православна и униатска) и под общото наименование „русини“.

### Молдова
Украинците в Молдова са втората по големина етническа група след молдовците. Според преброяването от 2004 г. в страната живеят 282 406 украинци, което представлява 8,4% от населението.
В Молдова има повече от 300 населени места, в които украинците образуват по-голямата част от населението, като те са съсредоточени в северните и източните региони. Украински език в Молдова през 2004 г. говорят 180 981 души.
От края на 80-те и началото на 90-те години в Молдова в редица училища украинският език и литература са въведени като отделни предмети, създадени са експериментални класове, в които образователният процес се извършва на украински език. През учебната 2006 – 2007 г. украинският език се изучава в 57 образователни институции на Молдова, без Приднестровието, където се изучава в повече от 30 учебни заведения.
Компанията „Телерадио-Молдова“ редовно излъчва на цялата страна телевизионни и радиопредавания на украински, освен това на територията на Молдова излъчват сигнал телерадиокомпании от Украйна.
В Кишинев има украински културен и образователен център, в който е отворен музей „Украинците в културата на Молдова“, а също така (от 1999 г.) работи постоянно „неделно училище“ в което се изучава украински език и култура, както и историята на Украйна. В Института за междуетнически изследвания към Академията на науките на Молдова работи Отдел по история, език и култура на украинското население на Молдова, създаден през 1991 г.

### Узбекистан
Украинците в Узбекистан са една от значимите украински диаспори в Централна Азия. В началото на 2010 г. броят на украинците е приблизително 86 хиляди души.
До 1917 г. на територията на днешен Узбекистан съществуват големи украински общности. Съществуват училища за обучение на украински език; според украинските традиции се празнуват религиозни и други празници.
По време на Великата отечествена война в Узбекистан са евакуирани стотици хиляди украинци и редица украински индустриални предприятия, изследователски институти за висше образование и художествени групи. По време на войната в Узбекистан продължават да работят повече от тридесет украински театрални, музикални групи, образователни институции. Например, в Ташкент работи театър „Иван Франко“.
Следвоенният период е свързан с индустриализацията на централноазиатските републики, която продължава няколко десетилетия. Украински специалисти участваха в изграждането на железопътната линия Чарджоу-Кунград, минно-металургичния комбинат Навои и много други стратегически съоръжения.
През 1966 г., след силно земетресение в Ташкент, около 2600 украински инженери и строители участват във възстановяването на града в продължение на няколко години. По съветско време много хора от Украйна заемат водещи позиции в редица области на икономиката и науката на Узбекистан.
В Узбекистан има 6 официално регистрирани украински културни центъра. Съгласно уставите им, основните области на работа са осъществяването на културни и образователни дейности за запазване и развитие на украинската култура, език, традиции, ритуали, развитие и укрепване на междунационалните връзки.

## Организации
Сред най-големите организации на украинската диаспора са Конгресът на украинците на Канада, Украинският държавен фронт (Великобритания), Украинският държавен фронт в страните от Бенелюкс, Европейският конгрес на украинците, Лигата на украинците и Лигата на украинските жени на Канада, украинско-американската организация „Воля“. Конгресът на украинските националисти е политическа организация, тясно свързана с украинската диаспора на Запад. Някои други, по-малко влиятелни партии, също са свързани с нея. Връзката на украинската диаспора с историческата родина се осъществява чрез обществото „Украйна“, „Конгрес на свободните украинци“, обществени и културни организации. Списанието „Украинска диаспора“, издавано от Националната академия на науките на Украйна, играе осезаема роля за укрепването на тези връзки.